# Hrabstwo Rio Arriba
Hrabstwo Rio Arriba (ang. Rio Arriba County) – hrabstwo w stanie Nowy Meksyk w Stanach Zjednoczonych.

## Miasta
- Española

## Wioski
- Chama

## CDP
- Abiquiú
- Alcalde
- Brazos
- Canjilon
- Cañones
- Canova
- Chamita
- Chili
- Chimayo
- Cordova
- Coyote
- Dixon
- Dulce
- Ensenada
- El Duende
- Gallina
- Hernandez
- La Madera
- La Mesilla
- La Villita
- Los Luceros
- Los Ojos
- Lumberton
- Lyden
- Ohkay Owingeh
- Pueblito
- San Jose
- San Juan
- Santa Clara Pueblo
- Tierra Amarilla
- Truchas
- Velarde
- Youngsville